# جون آرنه ماركوسين
جون آرنه ماركوسين (بالنرويجية البوكمول: John Arne Markussen)‏ هو محرر وصحفي نرويجي، ولد في 20 مايو 1953 في Repvåg ‏ في النرويج.

## وصلات خارجية
- جون آرنه ماركوسين على موقع IMDb (الإنجليزية)